# Sacmis
Sacmis ou Sequemete (Sekhmet), na mitologia egípcia, é a deusa da vingança, da guerra e medicina do Antigo Egito. O centro de seu culto era a cidade de Mênfis. A deusa egípcia é representada com a cabeça de uma leoa e tem o calor do sol como o seu principal poder.

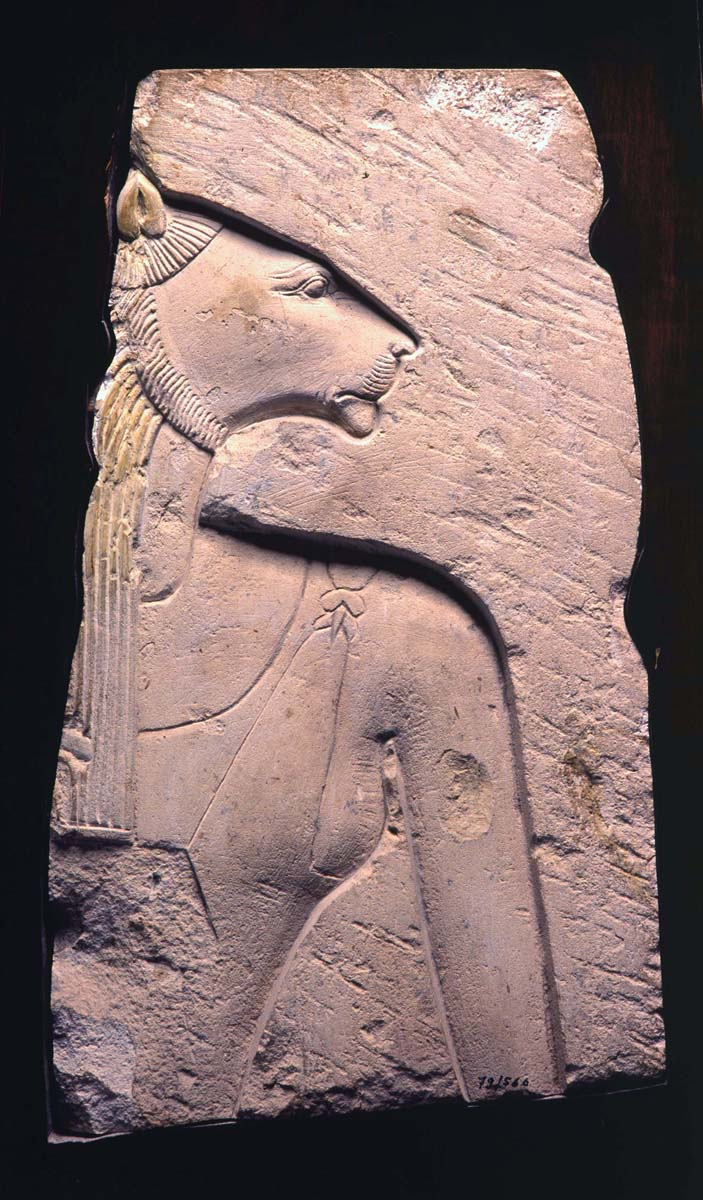
Relevo de Sekhmet, acervo Casa Museu Eva Klabin.